# Aghjabadi
Aghcabadi (azerí: Ağcabədi) é um distrito no centro do Azerbaijão com um centro administrativo na cidade de Aghjabadi, que foi o lugar de nascimento do famoso Uzeyir Hajibeyov.

## Historia
O Distrito de Aghcabadi foi criado em 1930, em 1963, foi desmantelado e subordinado a região de Agdam, e em 1965 - uma vez a mais restaurada.